# A (SUPERCARのアルバム)
『A』（エー）は、日本のロックバンド、SUPERCARのベスト・アルバム。2005年3月24日、キューンレコードより発売された。

## 解説
- 解散後に発売されたシングルA面集。同時にカップリング集『B』も発売された。
- 収録曲は年代順に収録している。また、全曲リマスタリングが施されている。
- 初回限定：スリーブ仕様

## 収録曲
1. cream soda
2. Lucky (4:18)
3. PLANET (5:21)
4. DRIVE (3:37)
5. Sunday People (5:21)
6. My Girl (4:02)
7. Love Forever (4:12)
8. FAIRWAY (Radio Edit) (5:00)
シングルに収録されたものとは異なる編集がなされている（音源自体は同じもの）。
9. WHITE SURF style 5. (4:25)
10. strobolights (3:30)
11. YUMEGIWA LAST BOY (4:11)
12. AOHARU YOUTH (5:10)
13. RECREATION (4:54)
本作にはアルバムバージョンで収録。
14. BGM (4:38)
15. LAST SCENE (4:56)
16. WONDER WORD (single mix) (3:40)

全作詞：いしわたり淳治、作曲：中村弘二、編曲：SUPERCAR